# I Medusa
I Medusa sono un gruppo musicale punk rock italiano, nato a Torino nel 1990.

## Storia
Dopo aver vinto diversi concorsi musicali e registrato molte demo-tapes, incidono nel 1996 il loro primo CD per la Dracma Records. In seguito a un EP, Out from Cages (con brani scritti in inglese), la band affianca i Testament nel 1997 per alcune date in Germania.
Nel 1998 abbandona il gruppo Massimo Inghiomirelli (chitarra); Diego Perrone prende il suo posto come chitarrista mentre  Fabio Zompa (basso e chitarra) si aggiunge alla band.
Nel luglio 2000 il gruppo firma un contratto con la Extralabels (divisione della Virgin Music Italy, distribuita EMI). Sempre nel 2000 aprono le date italiane degli At the Drive-In. Nel frattempo le principali emittenti nazionali trasmettono il video di Mexico.
Nel gennaio 2003 la band apre il concerto dei Sum 41 a Milano.
La band pubblica nel 2004 Migliore attore non protagonista, che si guadagna il titolo di miglior album indie rock dell'anno.
Arriva il 6 marzo 2009, a 5 anni dal disco precedente, la pubblicazione del nuovo album I musicisti hanno facce tristi, che segna il ritorno all'etichetta indipendente Dracma Records.
La band in seguito alla fine del tour dell'album I musicisti hanno facce tristi ha deciso di rendere possibile il download gratuito degli album Punkmotocross??,Migliore attore non protagonista e I musicisti hanno facce tristi ; infatti basta iscriversi al sito ufficiale della band per avere la possibilità di scaricare gratuitamente i tre album.
Nel 2012 Diego Perrone pubblica il suo primo album solista Dove finisce il colore delle fotografie lasciate al sole, per l'etichetta La Voce del Gregge.
Nel 2012 Fabio 'Maggio' Zompa, uno dei due bassisti del gruppo, si unisce ai Linea 77 prima per le date live e poi stabilmente nella formazione ufficiale; inoltre segue anche Diego nelle date del suo progetto solista, prima di dedicarsi esclusivamente ai Linea 77.
Nel 2012 Fabrizio Porro si unisce a Bianco (cantautore torinese) con cui parteciperà alla scrittura dei primi due dischi (Nostalgina e La storia del futuro) e alle tournée fino al settembre 2014.

## Formazione

### Formazione attuale
- Diego Perrone - voce e chitarra (1990 - presente)
- Mo'ff (Fabrizio Porro) - basso (1998 - presente)
- Maggio (Fabio Zompa) - basso e chitarra (1998 - presente)
- Eazars (Andrea Ferrari) -  batteria (1998 - presente)

### Ex componenti
- Massimo Inghiomirelli - chitarra (1990 - 1998)
- Marco Sperindio - batteria (1990 - 1998)
- Davide Miotto - basso (1990 - 1998)
- Marco Dinocco - batteria (2002 - 2009)
- Marco Palmieri - chitarra (1992 - 1994)
- Don Cioccolata (Andrea Ghio) - batteria (2009)

## Discografia

### Album studio
- 1996 - I Medusa
- 2002 - Punkmotocross??
- 2004 - Migliore attore non protagonista
- 2009 - I musicisti hanno facce tristi

### EP e singoli
- 1997 - Out from Cages
- 2001 - Mexico da Punkmotocross??
- 2002 - Il mio gatto da Punkmotocross??
- 2024 - Capitani di sventura

## Videografia
- Mexico (2001), regia di Adal Comandini
- Sistemato (2002), regia di Riccardo Struchil
- Microonde (2004), regia di Francesco Calabrese
- Duel Speed (2009), regia di Niccolò Bravetta
- Vacanze (2009), regia di Riccardo Di Battista